# 吉人天相
《吉人天相》（英語：Chase a Fortune）是1985年上映的一部香港喜劇電影，由廖偉雄執導，廖偉雄、王青、李修賢及劉鎮偉主演。

## 劇情
向日葵（廖偉雄 飾）為一間報館的體育記者，一次誤會被老虎狗（王青 飾）擊中墜下高台受傷，因其脊骨本身已有舊患而可瞞天過海，被其表親阿修（李修賢 飾）游說向保險公司假作半身不遂以騙取保險金。保險公司派人（劉鎮偉、梁鴻華飾）暗中調查。 老虎狗心感有愧，為照顧向日葵竟放棄拳賽，並搬至其家中。向日葵不忍心老虎狗因為其謊言放棄事業，使計刺激他再次打拳。另一方面，阿修竟私下串通黑市賭博集團，以救濟向日葵為名欺哄老虎狗打假拳。 

## 角色
| 演員   | 角色           | 備註     |
| 廖偉雄 | 向日葵         | 體育記者 |
| 王青   | 老虎狗         | 拳手     |
| 李修賢 | 阿修           |          |
| 劉鎮偉 | 保險公司調查員 |          |
| 梁鴻華 | 保險公司調查員 |          |
| 曹查理 | 曹老板         |          |
| 成奎安 | 大傻           |          |
| 陳潔靈 |                |          |
| 秦蔚文 |                |          |
| 韋基舜 |                |          |
| 陳家齊 |                |          |
| 龍天生 |                |          |
| 黃柏文 | 牛屎強         |          |
| 左頌昇 |                |          |
| 梁家樹 |                |          |
| 蘇杏璇 |                |          |
| 樓南光 |                |          |
| 麥哥利 | 麥哥利         | 客串演出 |

## 電影歌曲
| 曲別   | 歌曲         | 作曲   | 作詞   | 編曲   | 演唱   |
| ------ | ------------ | ------ | ------ | ------ | ------ |
| 主題曲 | 〈吉人天相〉 | 蔡國權 | 林敏驄 | 盧東尼 | 蔡國權 |
| 插曲   | 〈新的指引〉 | 蔡國權 | 林敏驄 | 盧東尼 | 蔡國權 |

## 外部連結
- 香港影庫上《吉人天相》的資料（繁體中文）
- 互联网电影数据库（IMDb）上《吉人天相》的资料（英文）